# Potamyia nikalandugola
Potamyia nikalandugola är en nattsländeart som först beskrevs av Schmid 1958.  Potamyia nikalandugola ingår i släktet Potamyia och familjen ryssjenattsländor. Inga underarter finns listade i Catalogue of Life.